# Lonchophyllinae
Die Lonchophyllinae, für die es keinen deutschen Namen gibt, sind ein Fledermaustaxon, sie bilden eine Unterfamilie der Blattnasen (Phyllostomidae). Die Unterfamilie wird in fünf Gattungen mit zwanzig Arten unterteilt.

## Beschreibung
Die Lonchophyllinae ähneln den Blütenfledermäusen im Körperbau, unterscheiden sich aber in Details des Schädels und der Zähne. Sie besitzen eine langgestreckte Schnauze. Das Nasenblatt ist bei der Gattung Lonchophylla lang und schmal, im Gegensatz zum kurzen und breiten Nasenblatt bei Lionycteris. Die Zunge, die mit bürstenähnlichen Papillen versehen ist, kann sehr weit herausgestreckt werden. Die Fellfärbung dieser Tiere variiert von rötlichbraun bis dunkelbraun. Der Schwanz ist durchwegs kurz. Lonchophyllinae erreichen eine Kopfrumpflänge von 45 bis 72 Millimetern und ein Gewicht von 8 bis 47 Gramm.

## Lebensweise
Diese Fledermäuse leben in Mittel- und Südamerika, ihr Verbreitungsgebiet erstreckt sich von Nicaragua bis ins südöstliche Brasilien. Ihr Lebensraum sind vorwiegend tropische Regenwälder. Wie die meisten Fledermäuse sind sie nachtaktiv, tagsüber schlafen sie in Höhlen oder hohlen Baumstämmen. Mit ihrer langen Zunge sind sie an eine nektarfressende Lebensweise angepasst, manchmal nehmen sie auch Früchte und Insekten zu sich.

## Systematik
Es werden fünf Gattungen mit 20 Arten unterschieden:
- Gattung Hsunycteris mit vier Arten, einschließlich Hsunycteris thomasi, die früher zu Lonchophylla gezählt wurde.
- die Nektarfledermäuse (Lonchophylla) mit 13 Arten, die von Nicaragua bis Südostbrasilien verbreitet sind.
- Gattung Lionycteris mit der einzigen Art Lionycteris spurrelli, die von Panama bis ins Amazonasbecken beheimatet ist.
- Gattung Platalina mit der einzigen Art Platalina genovensium; diese ist die größte Art innerhalb der Unterfamilie und kommt im Norden Chiles sowie in Peru vor.
- Gattung Xeronycteris mit der einzigen Art Xeronycteris vieirai.

Über den Status dieser Gruppe gibt es unterschiedliche Meinungen, in manchen Systematiken wurden die Gattungen früher den Blütenfledermäusen (Glossophaginae) zugeordnet.